# Sericia calamistrata
Sericia calamistrata là một loài bướm đêm trong họ Erebidae.